# Rivière Jeannotte
Pour les articles homonymes, voir Jeannotte.
La rivière Jeannotte prend sa source au lac Édouard, située dans la municipalité du Lac-Édouard, en Haute-Mauricie, agglomérée à la ville de La Tuque depuis 2003, dans la région administrative de la Mauricie, dans la province de Québec, Canada. La tête de la rivière Jeannotte constitue l'un des deux émissaires du lac Édouard (émissaire situé dans la partie sud du lac Édouard, à 2,6 km du village ; tandis que l'autre émissaire celui de la rivière Batiscan, situé tout près du village, près de l'ex-sanatorium).
Le segment supérieur du parcours de la rivière Jeannotte délimite la Zec de la Bessonne et la Zec Jeannotte ; puis la rivière traverse la Zec Jeannotte, constituée en 1978. La rivière Jeannotte dont le parcours est de 48 km, est située dans la vallée de la Batiscanie. Le bassin versant de la rivière Jeannotte s'étend sur 560 km2 et constitue le sous-bassin versant le plus important de la Batiscanie.

## Parcours
À partir du lac de la Grande Baie (contiguë à la partie sud du lac Édouard) dans le Canton Bickerdike, la rivière Jeannotte coule dans le sens nord-sud en territoire sauvage et montagneux, près de plusieurs petits lacs (listés en ordre en partant de la tête de la rivière) :
a. Canton Bickerdike :
- Lac Zoé.

b. Canton Charest :
- Lac Orléans,
- Lac de la Paix,
- Lac de la Battue.

c. Canton Laurier :
- Lac du Castor, formé d'une façon très allongée, par un renflement de la rivière Jeannotte,
- Lac du raccourci,
- Lac de la Belle Truite,
- Lac Bradley,
- Lac au Lard,
- Lac Vermillon. Note : à cet endroit, la rivière Jeannotte bifurque de 90 degrés pour se diriger vers l'est, soit vers la rivière Batiscan.

Les derniers 9,5 km du parcours sont en territoire de la Réserve faunique de Portneuf. Le haut de la rivière se navigue normalement ; seuls les quatre derniers kilomètres comportent des rapides considérés plus difficiles pour la navigation de plaisance. L'embouchure de la rivière Jeannotte est située dans la Réserve faunique de Portneuf à un kilomètre en aval de l'ile-au-merisier et à environ sept km en amont de l'ile-à-la-Croix, sur la rivière Batiscan (ou à 8,5 km en amont de Linton, situé sur la rive opposé, le long du chemin de fer).

## Principaux tributaires
Les principaux tributaires de la rivière Jeannotte sont (en partant de la tête de la rivière) :
Rive droite :
- Décharge du lac Shiragoo,
- Décharge du lac Orléans,
- Rivière Vermillon (La Tuque),
- Décharge du lac de la Belle Truite,
- Ruisseau du lac au lard (recevant la rivière Doucet (rivière Jeannotte) via le lac au Lard).

Rive gauche :
- Décharge du lac Zoé,
- Décharge du lac Dorval,
- Décharge du lac du Raccourci,
- Rivière aux Rognons.

## Toponymie
Le toponyme Jeannotte tire son origine d'un chasseur amérindien de Batiscan, dénommé Édouard Jeannotte, qui accompagnait l'arpenteur Joseph Bouchette (junior) lors d'une expédition de reconnaissance des territoires en Haute-Mauricie en 1828, dont leur passage au lac Édouard. Le toponyme rivière Jeannotte a été inscrit au registre de la Commission de toponymie du Québec, le 5 décembre 1968.